# Allan Tremblay
Pour les articles homonymes, voir Tremblay.
Allan Tremblay (Chicoutimi, 1970) est un scénariste et écrivain québécois. Il est le fils du scénariste et journaliste sportif émérite Réjean Tremblay.

## Biographie
Allan Tremblay a étudié en histoire et en littérature, avant de travailler en journalisme et en relations publiques. Il a collaboré à quelques projets de son père, Réjean Tremblay, et publié les romans Casino, Lance et compte III et Scoop. Il a un fils qui était âgé de 13 ans au moment de la sortie de "Casino".

## Citations
- À propos de la télésérie "Casino": « Entrer dans un casino, c'est un peu mettre son âme (et son budget) en péril. On ne sait jamais quand on va s'arrêter, on sait seulement combien on compte dépenser, et l'on dépense toujours plus.  (...) C'est un sale boulot, mais il fallait bien que quelqu'un le fasse.»[1]